# Gustave Ganay

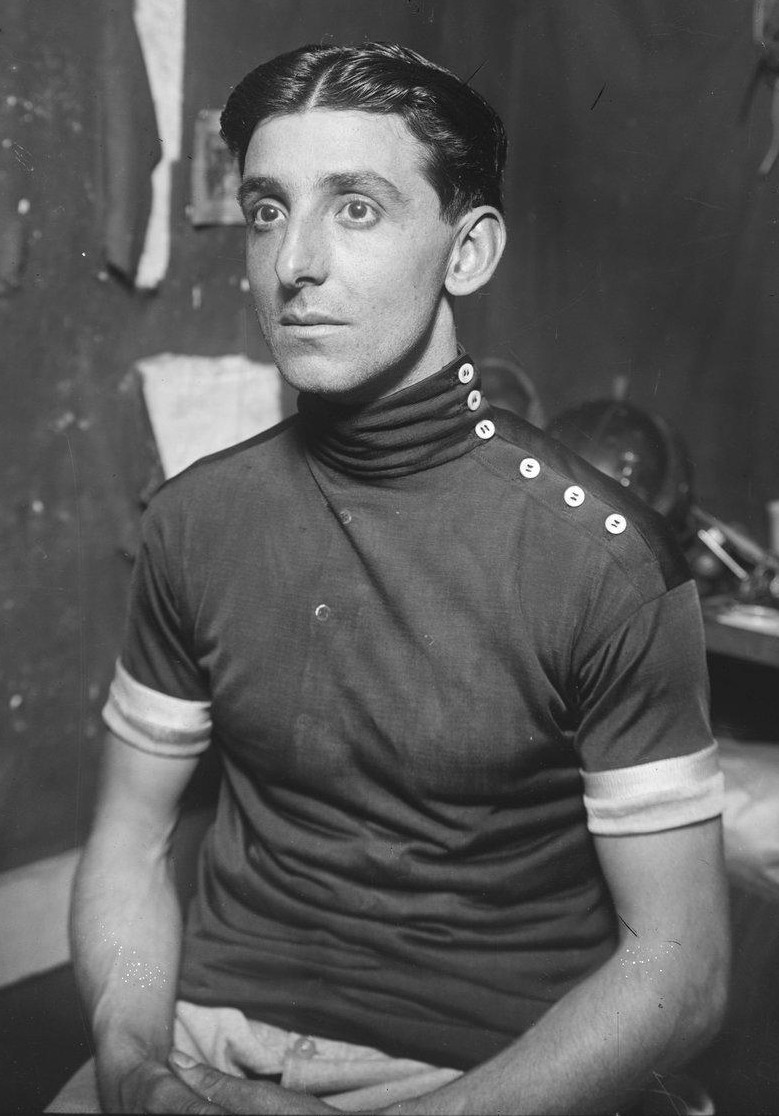
Gustave Ganay (1922)

Gustave Valentin Ganay (* 28. März 1892 in Marseille; † 23. August 1926 in Paris) war ein französischer Radrennfahrer.
Gustave Ganay war einer populärsten Radrennfahrer Frankreichs in den 1920er Jahren. Der gelernte Elektriker – er arbeitete als solcher einige Jahre im Alcazar – begann seine Radsport-Karriere um 1910, die aber vom Ersten Weltkrieg unterbrochen wurde. 1919 wurde er Zweiter in der Gesamtwertung der Tour du Sud-Est hinter Francis Pélissier und gewann weitere Rennen, darunter Marseille–Lyon und Marseille-Toulon-Marseille. Auch 1920 war er bei mehreren französischen Eintagesrennen erfolgreich und startete bei der Tour de France, gab aber schon nach der dritten Etappe auf.
In den folgenden Jahren verlegte Ganay seinen Schwerpunkt auf die lukrativeren Steherrennen. 1922 wurde er französischer Vizemeister in dieser Disziplin und belegte bei den Bahn-Weltmeisterschaften Rang drei, geführt von Ernest Pasquier. Zwischendurch verbrachte er einige Zeit in den Vereinigten Staaten, jedoch ohne größere Erfolge zu erringen. Aufmerksamkeit erregte er allerdings, als er 1924 in Daytona Beach einen neuen Geschwindigkeitsrekord aufstellte, indem er hinter einem Rennwagen als Schrittmacher 133 km/h erreichte und mit 43,551 Sekunden für die Meile den Rekord aus dem Jahre 1899 von Charles Murphy (57,80 Sekunden), der hinter einer Lokomotive gefahren war, unterbot. Im selben Jahre wurde Ganay erneut französischer Vizemeister der Steher, 1926 errang er, geführt von Pasquier, den nationalen Titel und belegte bei der Weltmeisterschaft den zweiten Platz hinter seinem Landsmann Victor Linart. 1926 gewann er den Großen Preis der Stadt Leipzig im Steherrennen.
Drei Wochen nach der WM startete Gustave Ganay im Pariser Prinzenparkstadion beim „Prix George Leander“ zur Erinnerung an diesen Fahrer, der an gleicher Stelle 1904 tödlich verunglückt war. Ganay stürzte wegen eines Reifenschadens und starb wenig später im Krankenhaus an einer zu spät erkannten Verletzung der Wirbelsäule. Ernest Hemingway war mit seiner ersten Frau Augenzeuge des tödlichen Sturzes auf der Rennbahn.
Seine Heimatstadt Marseille ehrte Ganay, indem sie eine Straße „Boulevard Gustave Ganay“ sowie eine Tribüne auf der Radrennbahn nach ihm benannte. Zudem wurde 1939 ein Denkmal für ihn im Radstadion errichtet.